# 廣化科技
廣化科技 （英語：3S Silicon Tech., Inc.，簡稱：3S）是一家台灣設備公司，提供高功率半導體元件的封裝設備之研發製造。

## 主要產品

### 半導體設備
- 銅跳線固晶機（Clip Die Bonder）
- 含固晶機（Die Bonder）
- 銅跳線機（Clip Attach）
- 回焊爐（Snap reflow oven）及真空回焊爐

## 外部連接
- 3S Official Website （页面存档备份，存于）